# Коберн, Брэйдон
Брэ́йдон Ко́берн (англ. Braydon Coburn; 27 февраля 1985, Калгари, Альберта, Канада) — канадский хоккеист, защитник. Обладатель Кубка Стэнли 2020 года.

## Юниорская карьера
В 2000 году Коберн был задрафтован под общим 1-м номером командой «Портленд Уинтер Хокс», выступающей в Западной хоккейной лиге (WHL) — одной из трёх крупнейших юниорских канадских хоккейных лиг. За этот клуб Брэйдон выступал на протяжении четырёх лет и выиграл за это время несколько индивидуальных трофеев. За свой первый сезон 2001/2002 17-летний Коберн получил приз лучшему новичку лиги.
Год спустя, летом 2003 г., Брэйдон был выбран на драфте НХЛ в первом раунде под общим 8-м номером командой «Атланта Трэшерз».
Под занавес своего заключительного сезона в юниорской лиге, 4 февраля 2005 г. Коберн повторил рекорд WHL по количеству голов, забитых в одном матче игроком обороны. В матче против «Сиэтл Тандербёдз», окончившимся победой «Уинтерхокс» со счётом 7:4, Брэйдон отличился четырежды.
Во время выступлений за «Портленд» Коберн также приглашался в молодёжную сборную Канады. В 2004 г. в её составе он стал серебряным призёром чемпионата мира, а в 2005 г. — золотым.

## Карьера в НХЛ
Начиная с сезона 2005/2006 20-летний Коберн выступает во взрослом профессиональном хоккее. Впрочем, с ходу закрепиться в НХЛ ему не удаётся, большую часть времени Брэйдон играет за фарм-клуб задрафтовавшей его «Атланты».
24 февраля 2007 г. Коберна отдают в «Филадельфию Флайерз» в обмен на защитника-ветерана Алексея Житника. Впоследствии этот обмен был назван одним из самых неравноценных в истории НХЛ, поскольку Житник в «Атланте» выступал совсем не так, как от него ожидали, а Коберн напротив, превратился в одного из топовых защитников «Лётчиков».
Летом 2010 г. «Филадельфия» продлила контракт с Коберном ещё на два года, а 9 ноября 2011 г. подписала с ним новое четырёхлетнее соглашение на общую сумму 18 миллионов долларов (по $4.5 млн ежегодно).
2 марта 2015 года «Филадельфия» обменяла Брэйдона Коберна в «Тампу-Бэй Лайтнинг» на защитника Радко Гудаса, а также выбор в первом и третьем раундах драфта-2015.
В феврале 2016 года продлил контракт с «молниями» на 3 года на сумму $ 11,1 млн.

## Статистика
| Легенда | Легенда                    | Легенда | Легенда                   | Легенда | Легенда    |
| ------- | -------------------------- | ------- | ------------------------- | ------- | ---------- |
| И       | Количество проведённых игр | Штр     | Штрафное время            | +/−     | Плюс-минус |
| Г       | Голы                       | П       | Голевые передачи          | О       | Очки       |
| -       | Статистика неизвестна      | —       | Статистика не учитывалась |         |            |